# Stanislas Guyard
Stanislas Guyard, né Guiard, le 27 septembre 1847 à Frotey-lès-Vesoul où il est mort le 7 septembre 1884 à Paris, est un philologue français.

## Biographie
Fils d’Auguste Guyard, instituteur enseignement dijonnais propagateur de la méthode Jacotot, ami de Lamartine et fondateur à Paris en 1848 d’un club de tendance socialiste, il a passé, encore adolescent, trois années en Russie en compagnie de jeunes seigneurs persans, de sorte qu’à 15 ans à peine il parlait parfaitement le russe et le perse.
De retour à Paris en 1861, il apprend le sanscrit et l’arabe à l’École des Hautes Études. En 1868, à 22 ans, il y est chargé d’enseignement de persan et d’arabe, et donne jusqu’à six conférences par semaine, sans préjudice des nombreux articles publiés dans les revues scientifiques française et allemandes, entre autres dans le Journal asiatique, les Mémoires de la Société de linguistique, la Revue critique, les Notices et extraits.
Au milieu de cette intense activité, il trouvait encore le temps de cultiver, en artiste et compositeur consommé, les études musicales, pour les quelles son penchant était tel qu’il a longtemps hésité entre la philologie orientale et la musique. Cette connaissance croisée lui a permis d’expliciter la métrique arabe, que personne avant lui n’avait pu expliquer d’une façon satisfaisante, dans sa  Théorie nouvelle de la métrique arabe. L’année suivante, il publie un Essai sur la formation du pluriel brisé en arabe, chapitre de la théorie comparée des langues sémitiques.
Il s’est également intéressé aux questions relatives au califat de Bagdad, l’histoire des Ismaéliens et des sectes incrédules au sein de l’Islam. Lorsque Hermann Zotenberg a entrepris une édition abrégée, mais plus aboutie que celle de Louis Dubeux de 1836, du texte des Histoire des prophètes et des rois de Tabari, en collaboration avec une société composée des arabisants les plus éminents d’Europe, il s’est chargé d’un volume. Il s’est vu confier l’achèvement de la traduction de la Géographie d’Aboulféda, commencée par Reinaud. Il a également le plus précieux des auxiliaires de Charles Barbier de Meynard dans la publication par l’Académie des inscriptions et belles-lettres du Recueil des historiens arabes des croisades. Parmi ses autres travaux, qui donnent une idée de l’étendue de ses connaissances linguistiques, il a traduit du russe en français de la grammaire palie de Minaïev, et un manuel franco-anglais de la langue persane vulgaire.
Passé directeur adjoint de I’École pratique des hautes études, élu membre de la Société de linguistique, le 13 avril 1878, vice-président en 1882 et 1883, puis président en 1881 à sa mort, il est également secrétaire adjoint puis bibliothécaire de la Société asiatique, membre de la commission des orientalistes, correcteur de la typographie orientale à l’Imprimerie nationale, collaborateur de la Revue critique, dont il assurera une part de direction à la demande de Gaston Paris.
Il s’était mis aussi à l’étude de l’assyrien et des caractères cunéiformes, et pris parti pour la théorie (abandonnée depuis) de Joseph Halévy selon laquelle le sumérien n'était pas une langue, mais simplement une manière conventionnelle d’écrire l’assyrien. Nommé dans la chaire de langue et littérature arabes du Collège de France, en février 1884, en remplacement de son maitre Charles Defrémery, souffrant depuis quelque temps déjà, d’une anémie cérébrale dont il supportait difficilement les souffrances, il s’est tiré, dans un accès de désespoir, un coup de revolver dans le cerveau.
Ses obsèques, au cimetière du Montparnasse, peu fréquentées, en raison des vacances, ont néanmoins donné lieu à une allocution de Gaston Paris, au nom de l’École des Hautes Études, ainsi que d’Ernest Renan, au nom du Collège de France, qui a postulé, à cette occasion, que l’anémie cérébrale du défunt avait été déterminée par l’excès de travail.

## Publications

### Ouvrages
- Mélanges d’assyriologie : notes de lexicographie assyrienne, suivies d’une étude sur les inscriptions de Van, Paris, Maisonneuve, 1883, 158 p. (lire en ligne).
- La Civilisation musulmane : Leçon d’ouverture faite au Collège de France, le 19 mars 1884, t. 37, Paris, Ernest Leroux, coll. « Bibliothèque orientale elzévirienne », 1884, 90 p. (OCLC 956273387, lire en ligne).
- Manuel de la langue persane vulgaire : Vocabulaire français, anglais et persan avec la prononciation figurée en lettres latines, précédé d’un abrégé de grammaire et suivis de dialogues avec le mot à mot, Paris, Maisonneuve, 1880, 266 p. (lire en ligne).
- Nouvel Essai sur la formation du pluriel brisé en Arabe, Paris, A. Franck, 1870, 32 p., 24 cm (lire en ligne).
- Fragments relatifs à la doctrine des Ismaélîs, Paris, Imprimerie Nationale, 1874, 252 p., 28 cm (lire en ligne).

### Articles
- « Un grand maître des Assassins au temps de Saladin », Journal asiatique, Paris, 7e série, vol. 9,‎ 1877, p. 324-489 (ISSN 0021-762X, lire en ligne sur Gallica, consulté le 10 juin 2025).
- Varia, Encyclopédie des sciences religieuses, Frédéric Lichtenberger (éd.), Paris, Sandoz et Fischer, 1877-1882, 13 vol.
- « Théorie nouvelle de la métrique arabe, précédée des considérations générales sur le rythme naturel du langue », Journal asiatique, 7e série, vol. 7 (1876), p. 413-79 ; vol. 8 (1876), p. 101-252 & p. 285-315.  — Prix Volney 1877.
- « Études vanniques. Hypothèses, corrections et suggestions nouvelles », Journal asiatique, 8e série, vol. 3 (1884), p. 499-517.
- « Note sur la métrique arabe, supplément à la Théorie nouvelle de la métrique arabe », Journal asiatique, 7e série, vol. 10 (1878), p. 97-115.
- « Chapitre de la préface du Fahrhandgi Djehangiri sur la dactylonomie », Journal asiatique, 6e série, vol. 18, 1871, p. 106-25.

### Traductions
- avec Charles Barbier de Meynard, Fath-Alî Achonzade, Trois comédies — L’ours gendarme, Les procureurs, L’alchimiste, Paris, Imprimerie Nationale, 1886 (avec Charles Barbier de Meynard).
- Beha-Ed-Din Zoheir, Le divan de Beha-Ed-Din Zoheir. Variantes au texte arabe, Paris, Maisonneuve, 1883.
- Abd al-Razzaq Hasani, Traité sur la prédestination et le libre arbitre. Précédé de quarante hadiths,  Paris, Nogent-Le-Rotrou, 1875.
- Abū al-Fidā', Géographie d'Aboulféda : accompagnée de notes et d'éclaircissements par Joseph Toussaint Reinaud, vol. 1 Introduction générale à la géographie des Orientaux, vol. 2 Traduction du texte arabe et index général, Paris, Imprimerie nationale, imprimerie nationale, 1848-1883, 2 vol. en 1 ; 27 cm (lire en ligne sur Gallica).
- Traités sur la prédestination et le libre arbitre : Le décret et l’arrêt divin, Paris, Iqra, 1995, 176 p., 21 cm (ISBN 978-2-91150-902-5, OCLC 237769134, lire en ligne sur Gallica).
- Ivan Minaïev, Grammaire palie : esquisse d'une phonétique et d'une morphologie de la langue palie, Paris, Ernest Leroux, 1874, 128 p., in-8º (lire en ligne sur Gallica).